# Cyanea pohaku
Cyanea pohaku är en klockväxtart som beskrevs av Thomas G. Lammers. Cyanea pohaku ingår i släktet Cyanea, och familjen klockväxter. Inga underarter finns listade i Catalogue of Life.